# Армія привидів
«Армія привидів» (англ. Army of Ghosts) — дванадцятий та передостанній епізод другого сезону поновленого британського науково-фантастичного телесеріалу «Доктор Хто». Уперше транслювався на телеканалі BBC One 1 липня 2006 року. Епізод є першою частиною двосерійної історії: наступний епізод, «Судний день» (англ. Doomstay) транслювався 8 липня. Епізод супроводжується відповідною Тардісодою.
Події епізоду відбуваються у Лондоні, через деякий час після подій епізоду «Кохання і монстри». В цьому епізоді кіберлюди потрапляють на Землю з паралельного світу після великого сферичного корабля, який зробив діру між вимірами. Організація «Торчвуд» має намір відкрити діру сильніше, використовуючи її у якості джерела енергії.

## Сюжет

### Вступ до епізоду
Роуз Тайлер розповідає, як її життя змінилось після зустрічі з Доктором, який показав їй Всесвіт, забираючи в подорожі, які на думку Роуз тривали би вічно. Потім з'являється армія привидів, Торчвуд та війна. Ця історія є історією того, як вона померла та все закінчилось.

### Основна частина
Доктор та Роуз приземляються на TARDIS у Лондоні, щоб відвідати Джекі Тайлер. В квартирі Джекі з'являється гуманоїдний блідий силует, який за наполяганнями Джекі є привидом її померлого батька, дивуючи Десятого Доктора та Роуз, але радуючи Джекі, перш ніж зникнути. Джекі пояснює, що кілька місяців тому мільйони привидів почали з'являтися в усьому світі. Люди в підсумку прийняли їх та вважають, що вони є проявами їх померлих родичів. Вони з'являються щодня у полудень на п'ять хвилин.
Всередині хмарочоса Торчвуду Івонна Хартман вітає співробітників з успішним дослідженням «енергії привидів», яка досягла під час сьогоденного випробування рекордного значення. Інші співробітники інституту досліджують сферу, яка жодним чином не взаємодіє із зовнішнім світом. В іншому місці інституту двоє співробітників приходять на таємне побачення: один з них запрошує іншу зайти до закритої ділянки, всередині якої знаходяться кіберлюди, та які перетворюють її.
Доктор збирає пристрій для визначення походження привидів. Під час проведення експерименту він ловить привида, за яким він визначає, що привиди насправді є відображеннями чогось, що бажає пробитися у цей Всесвіт. Доктор відслідковує джерело сигналу, яким запускають привидів, та використовує TARDIS для подорожі туди з Роуз та Джекі, прибуваючи до Інституту Торчвуд у Кенері-Ворф. Доктор представляється працівникам інституту, випадково представляючись із Джекі замість Роуз, яка залишається в TARDIS. Доктора та Джекі забирають солдати, щоб відвести їх до директора Торчвуду Івон Хартман, а Роуз залишається всередині ТАРДІС. Івонн показує Доктору власні розробки та іншопланетні артефакти, а також невидиму діру в просторі-часі, яка є джерелом енергії привидів, а також показує космічний корабель, який пройшов крізь неї: «Корабель порожнечі», що призначений для існування в просторі між всесвітами. Торчвуд побудував хмарочос One Canada Square навколо діри та провів експерименти над нею, змусивши її відкритись сильніше, намагаючись використати у якості джерела енергії. Івонна також розкриває Доктору, що його зустріч з королевою Вікторією зробила ворогом держави і стала причиною створення Торчвуда.
Тим часом Роуз, маскуючись працівником Торчвуду, тікає з TARDIS і отримує доступ до зали зі сферою, де вона знаходить Міккі, також замаскованого під працівника Торчвуду. Співробітники, раніше перетворені кіберлюдьми, підривають роботу інституту та ініціюють позапланову появу привидів, щоб насильно відкрити діру, внаслідок чого мільйони привидів з'являться в усьому світі та перетворюються на свою справжню форму — кіберлюдей. У той же час, коли з'являються кіберлюди, сфера раптово активізується та починає відкриватися. Кіберлюди разом зі звичайними людьми не знають походження сфери: вони лише слідували за нею через діру в просторі-часі, яку вона створила.
У залі зі сферою Міккі пояснює Роуз, що після битви у паралельному Всесвіті кіберлюди таємниче зникли. Він повернувся до рідного Всесвіту з наміром зупинити їх. Міккі вважає, що кіберлюди контролюють сферу та сконструював зброю, щоб знищити все, що в ній перебуває. Роуз жахається, коли сфера відкривається, а з неї виходять чотири далеки.

## Знімання епізоду

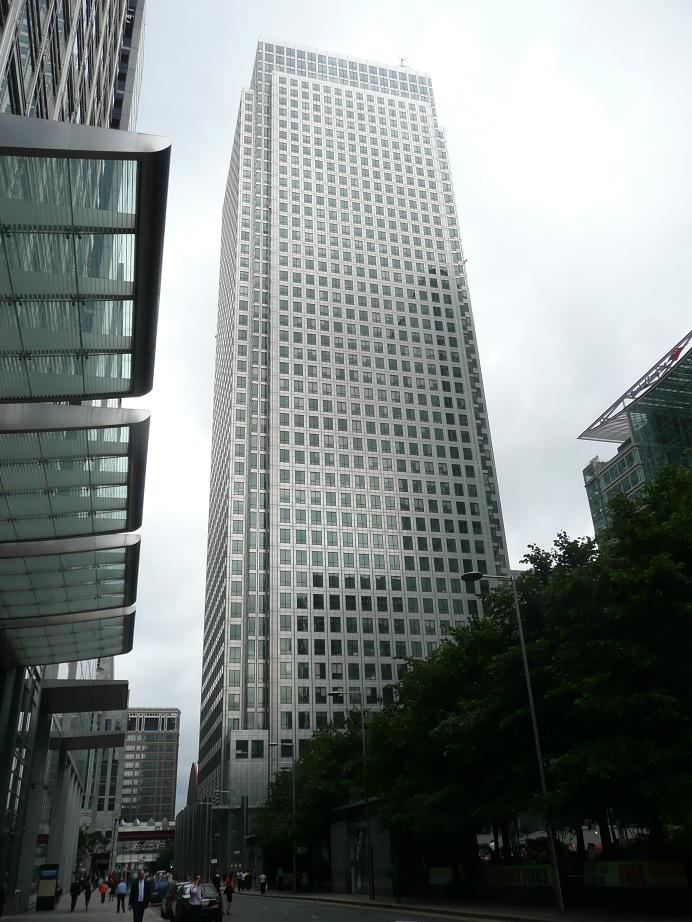
One Canada Square, що зіграв роль хмарочоса «Торчвуду»

Події фінальної історії другого сезону з двох епізодів, що складалася з «Армії привидів» та «Судного дня», спочатку були заплановані відбуватись у Кардіффі на часовому розломі, який був у фокусі епізодів «Невгамовні мерці» та «Бум у місті». Під час планування знімання спін-офу «Торчвуд» у 2005 році, Девіс вирішив, що події в ньому відбуватимуться у Кардіффі, а події епізодів «Армія привидів» та «Судний день» до Кенері-Ворф у Лондоні.
Щоб упевнитись, що Ноель Кларк та Шон Дінгволл (Міккі Сміт та Піт Тайлер) матимуть можливість брати участь у зйомках, історія була знята в третьому виробничому блоці сезону разом із «Повстанням кіберлюдей» та «Сталевою ерою». Знімання двосерійної історії розпочали 2 листопада 2005 року в Кеннінгтоні, але ця історія стала головним напрямком роботи знімальної групи лише 29 листопада, коли розпочали знімання сцен навколо сфериної камери. Сцени в кімнаті управління, в якій відбувались основні дії епізоду, знімалися між 12 грудня та 15 грудня, 3 січня та 5 січня 2006 року.
Знімання епізоду відбулось на Вугільній біржі та площі Гори Стюарта, Кардіффська затока.

## Трансляція епізоду та відгуки
Щоб зберегти появу далеків у таємниці, фінальну сцену було видалено з усіх записів попереднього перегляду та замінено титульною карткою із написом «Заключна сцена утримується до передачі».
Епізод переглянули 8,19 мільйонів глядачів, він став сьомою найбільш переглянутою телепрограмою тижня. Супутній епізод «Доктор Хто: конфіденційно» мав 570 000 глядачів. Індекс оцінки епізоду склав 86 балів, що перевищує середній показник 77 для драматичних епізодів.
Епізод вийшов на DVD разом з епізодами «Бійтеся її» та «Судний день» 25 вересня 2006 року. Двосерійна історія («Армія привидів» та «Судний день») була номінована на премію «Г'юго» 2007 року за найкращу драматичну постановку, коротка форма.
Епізод мав переважно поитивні відгуки критиків. Британська газета The Stage прокоментувала, що епізод був «напруженим змаганням, наповнений драмою, слізьми, ворожістю та двома великими силами, що стикаються один з одним у фінальній битві». Автор огляду пізніше зауважив, що кульмінаційний момент епізоду збільшив його прихильність до телесеріалу. Ахсан Хаке з IGN дав епізоду оцінку 9,8 балів з 10 (вражаючий), хвалячи темп розвитку подій епізоду та появу кіберлюдей та далеків одночасно, роблячи висновок, що «ви не могли би просити кращого кульмінаційного моменту».